# Wine It Up
Singles de Lucenzo
Throw Your Hands Up (Dancar Kuduro)
(2011)
Singles par Sean Paul
Dream Girl
(2012) How Deep Is Your Love
(2012)
Wine It Up est une chanson de dance du l'artiste portugais Lucenzo ainsi que de l'artiste jamaïcain Sean Paul sortie le 9 juillet 2012. Sortie sous le label Yanis Records, la chanson est écrite par Lucenzo, Sean Paul et produite par Lucenzo. Sean Paul chante les couplets en anglais tandis que Lucenzo chante le refrain en portugais. Bien que le succès du single soit mitigé, le single parvient à se classer dans plusieurs pays européens : en Allemagne, en Autriche, en Belgique (Flandre et Wallonie), en France, aux Pays-Bas et en Suisse.

## Liste des pistes
Téléchargement digital
1. Wine It Up (feat. Sean Paul) [Radio Edit] – 3:26

## Crédits et personnel
- Chanteurs : Lucenzo et Sean Paul
- Producteur : Lucenzo
- Parole : Lucenzo, Sean Paul
- Label : Yanis Records, Universal Music

## Classement par pays
| Classement (2012)               | Meilleure position |
| ------------------------------- | ------------------ |
| Allemagne (Media Control AG)    | 48                 |
| Autriche (Ö3 Austria Top 40)    | 34                 |
| Belgique (Flandre Ultratip 100) | 43                 |
| Belgique (Wallonie Ultratip 50) | 13                 |
| France (SNEP)                   | 33                 |
| France (Club 40)                | 6                  |
| Pays-Bas (Nederlandse Top 40)   | 56                 |
| Suisse (Schweizer Hitparade)    | 16                 |

## Historique de sortie
| Pays   | Date           | Format                 | Label         |
| ------ | -------------- | ---------------------- | ------------- |
| France | 9 juillet 2012 | Téléchargement digital | Yanis Records |